# Gänsedrecksee
Der Gänsedrecksee und der Kuhunter sind die beiden östlichsten Seen der acht zum Zweck der Kiesgewinnung ausgebaggerten Seen im Binsfeld. Sie liegen im nördlichsten Teil der Rheinniederung von Speyer und gehören zum Stadtteil Speyer-Nord.
Beide Seen, der nördlich gelegene Gänsedrecksee (zunächst östlich vom Silbersee, dann östlich vom See Binsfeld) und der südliche Kuhunter, sind durch Wegbaggern der trennenden Landzunge zu einem See verschmolzen.
Der Kuhuntersee ist nicht nur die südliche Fortsetzung des Gänsedrecksees, er baucht auch nach Westen bis südlich des Sees Binsfeld aus. Vom See Binsfeld trennt den Kuhunter eine Landzunge, die durch zwei Durchstiche, einen kleinen überbrückten am Westufer und einen größeren östlichen zur Insel geworden ist. Auf dieser Landzunge/Insel ist das Baden erlaubt.
Die Ufer des Gänsedrecksees sind gänzlich dem Naturschutz gewidmet, werden aber gleichwohl auch zum Baden genutzt.
Entlang des Ostufers von Gänsedrecksee und Kuhunter (die ja verschmolzen sind) wurde zu Naturschutzzwecken ein dichtes Gehölz angelegt. Hinter dem Gehölz folgt im Süden ein schmaler Feldstreifen und dann ein asphaltierter Feldweg, der auch als Radweg für die Rheinstrecke genutzt wird und dann der Rheinhauptdeich auf dem die Kreisstraße 2 verläuft.
Nördlich des Gänsedrecksees verläuft die Gemarkungsgrenze zwischen Speyer und Otterstadt.
Auch das Südufer des Kuhunter ist dem Naturschutz gewidmet. Gleichwohl wird der Bereich auch zum Baden genutzt.
In der Südwestecke des Kuhunter befindet sich ein Einstieg für Taucher und das Vereinslokal „Anglerstubb“ eines Angelsportvereins.

## Tauchen
Nur diese beiden Seen sind für das Tauchen mit Geräten zugelassen. Das Kontingent beträgt 20 Taucher am Tag von 1.6. bis 14.10 eines jeden Jahres. Neben dem Einstieg neben der Anglerstubb im Südwesten des Kuhunter existiert ein ausgeschilderter Einstieg am Nordwestufer des Gänsedrecksees.

## Rudern
Im Kuhunter, wo das Baden nicht erlaubt ist, ist der Rudersport außerhalb der Schonzeit zugelassen. Die Schonzeit dauert vom 15.10–31.5 eines jeden Jahres. Beim Rudern ist ein Abstand von 30 Meter zum Ufer einzuhalten.

## Umgebung
Südlich des Kuhunter verläuft ein gesperrter Feldweg zwischen Anglerstubb und Kreisstraße 2. Südlich der Südwestecke des Kuhunter befindet sich ein Dreieck zwischen diesem Feldweg, der K2 und dem Fahrdamm der Bundesautobahn 61 mit dem Rastplatz Binshof. Dort wird Ackerbau betrieben.
Südlich der Stelle, wo der Feldweg auf die K2 und damit den Rheinhauptdeich trifft, befindet sich in diesem Dreieck ein Pumpwerk zur Entwässerung der nördlichen Rheinniederung von Speyer.

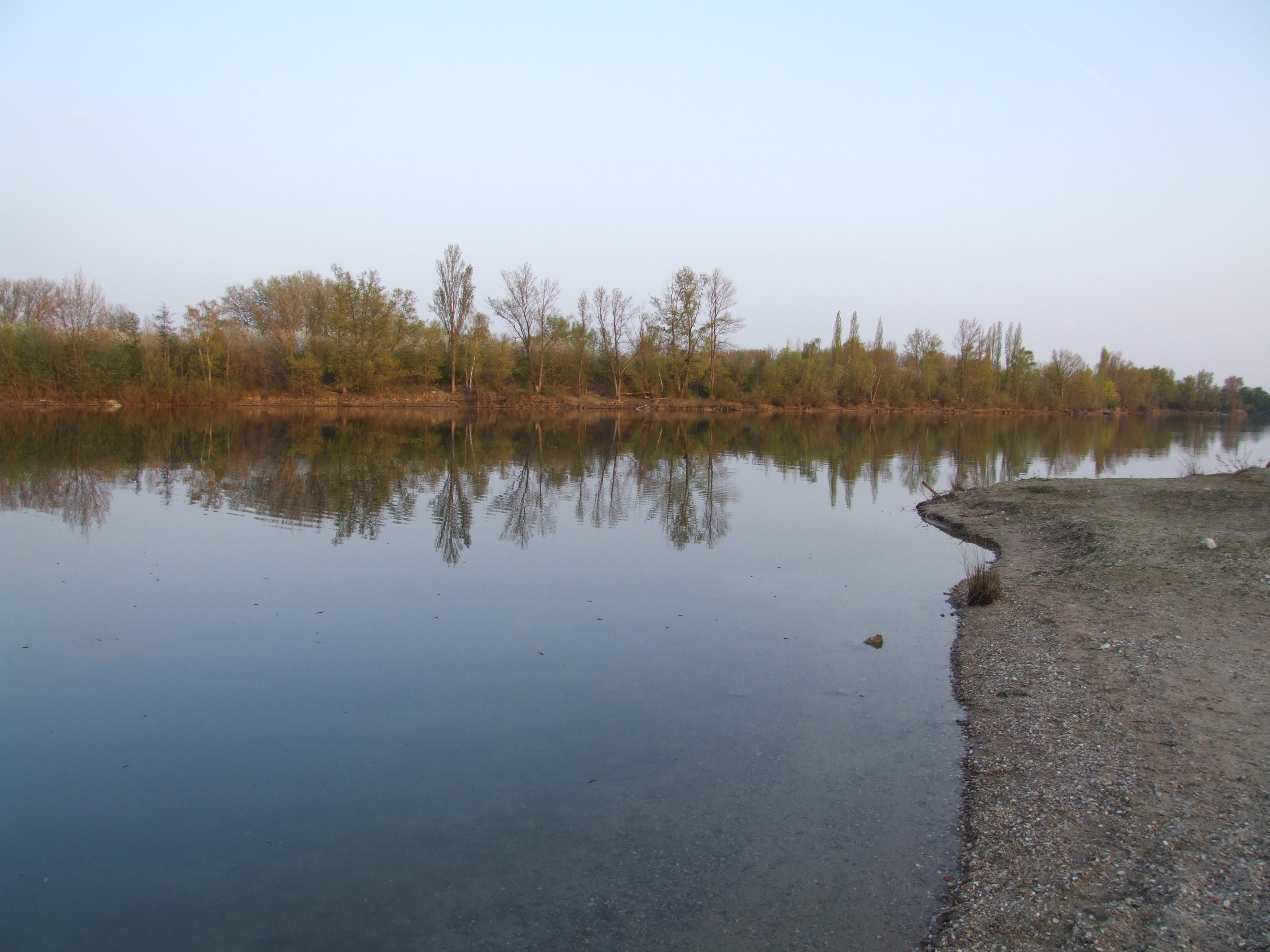
Blick vom mittleren Westufer auf das südliche Ostufer
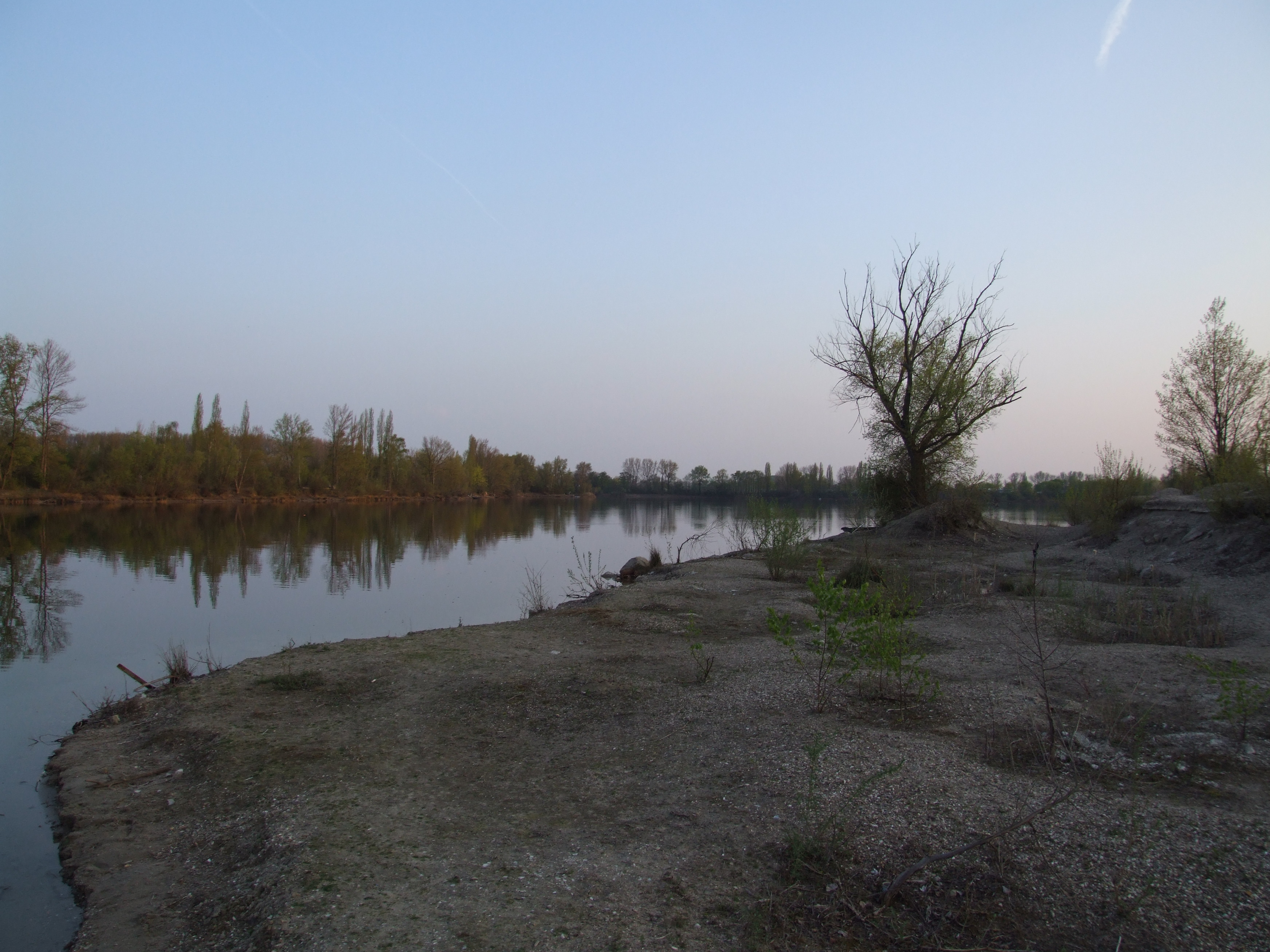
Blick vom mittleren Westufer Richtung Südosten
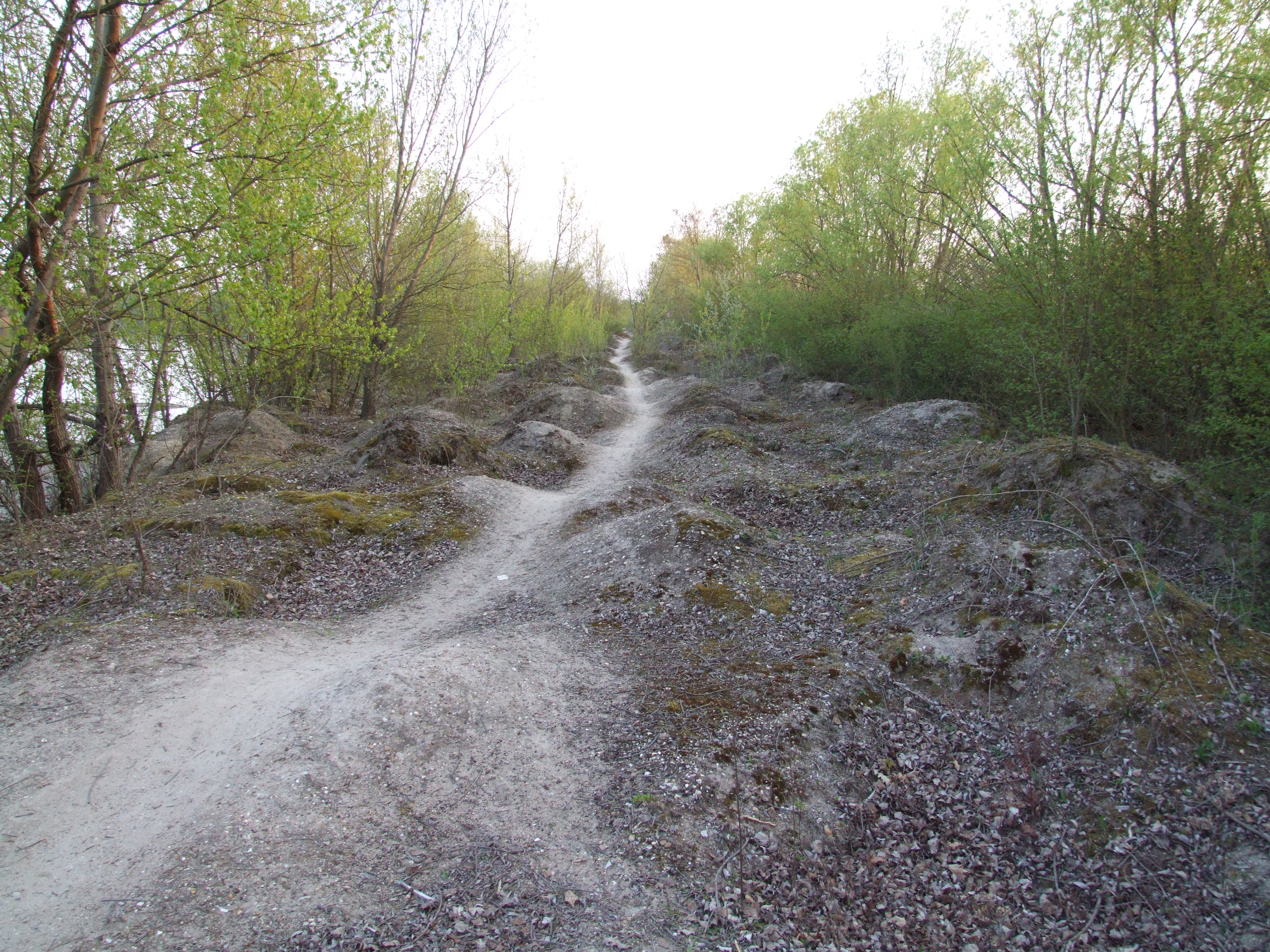
Landzunge zwischen Gänsedrecksee und See Binsfeld